# Milt Gabler

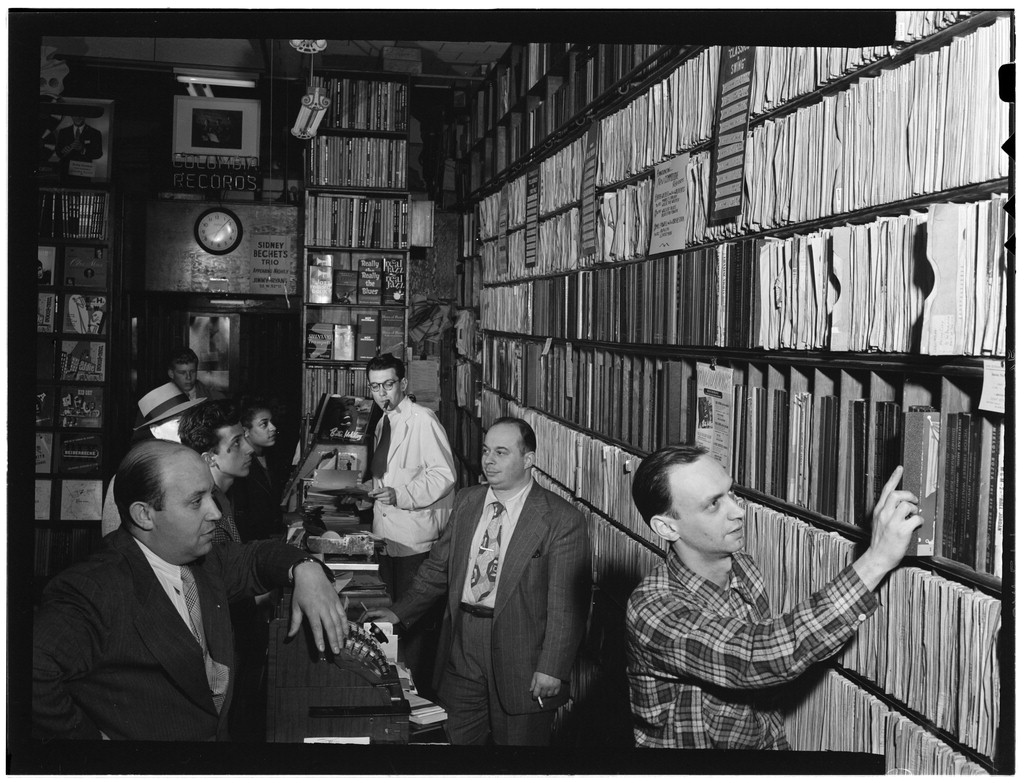
Milt Gabler (links), Herbie Hill, Lou Blum, Jack Crystal. Commodore Record Shop, August 1947.
Fotografie von William P. Gottlieb.

Milton Gabler (* 20. Mai 1911 in New York City; † 20. Juli 2001 ebenda) war ein US-amerikanischer Jazz-Produzent der 1940er und 1950er Jahre. Auch hatte er ab April 1954 durch seine Arrangements mit Bill Haley, später auch mit Buddy Holly und Brenda Lee entscheidenden Anteil an der weltweiten Etablierung einer neuen Musikgattung, die ab Ende 1955 als Rock ’n’ Roll den Beginn einer neuen Musik-Ära einläutete.

## Leben
Im Jahre 1926 begann Gabler, im Commodore Music Shop, dem Plattenladen seines Vaters in New York, zu arbeiten. 1937 gründete er zusätzlich zum Laden das Plattenlabel Commodore Records. In einem nahe liegenden Jazzclub Jimmy Ryan’s nahm er Jam-Sessions mit den wichtigsten Jazzmusikern der damaligen Ära auf, darunter Billie Holiday, Lester Young, Coleman Hawkins, Jelly Roll Morton und Eddie Condon. Billie Holiday wechselte enttäuscht von Columbia Records im Jahre 1939 zu Gablers neuem Label Commodore, wo ihre eigentliche Karriere begann (The Complete Commodore Recordings). Für dieses Label nahm Gabler am 20. April 1939 ihre Single Strange Fruit auf.

## Die Zeit bei Decca Records
Erste Produktionen waren Love Is Just Around the Corner für Eddie Condon And His Windy City Seven (aufgenommen am 17. Januar 1938) und Them There Eyes für die Kansas City Six vom 27. September 1938.
Durch diese Erfolge aufmerksam geworden, bot ihm das Major Label Decca Records im Jahre 1941 den Job des Produzenten an, während sein Schwager Jack Crystal die Funktion des Label-Chefs bei Commodore bis zum Ende im Jahre 1954 übernahm. Bei Decca produzierte Milt Gabler dann Jimmie Luncefords Blues in the Night (Juli 1942), im selben Monat Lionel Hamptons Erkennungssong Flying Home, den Calypso Rum And Coca Cola der Andrews Sisters (Dezember 1944), Billie Holidays Lover Man (Mai 1945) oder Lucky Millinders  Who Threw the Whiskey in the Well? (Juni 1945; mit Wynonie Harris als Vokalisten). Mit Rum and Coca-Cola erreichte erstmals eine Gabler-Produktion die #1 der US-Pop-Charts. Er war der erste Produzent, der im April 1946 Louis Armstrong und Ella Fitzgerald zum Duett brachte. Gabler produzierte auch mit Hey There im August 1954 das Plattendebüt für den Entertainer Sammy Davis Jr.

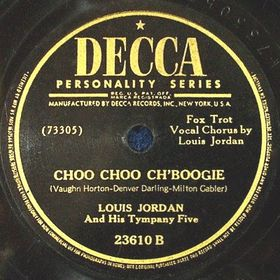
Louis Jordan – Choo Choo Ch’Boogie

Mittlerweile zum Vizepräsidenten aufgestiegen, überließ ihm Decca die musikalische Aufsicht über das Tochterlabel Coral Records. Hier produzierte er die erste Single der späteren Country & Western-Legende Red Foley (Smoke on the Water; August 1944), die sich gleich 13 Wochen auf #1 der Country-Charts festsetzte. Dann wandte sich Gabler dem Jump-Boogie-Spezialisten Louis Jordan zu, dessen größter Hit Choo Choo Ch’Boogie (Juni 1946) von Gabler produziert und mitkomponiert wurde. Jordan war der erfolgreichste Interpret des Labels, das er 1954 verließ. Über die Zeit entwickelte der Musik-Autodidakt Gabler ein sicheres Gespür für Talente und Hits: Guy Lombardos Enjoy Yourself (Januar 1950), Pearl Baileys Takes Two to Tango (September 1952), Peggy Lees Millionenseller Lover (Juni 1952), den Millionenseller The Glow-Worm der Mills Brothers (September 1952), den Klassiker Three Coins in the Fountain der Four Aces (Mai 1954), die alle bei Decca-Records unter Vertrag waren.
Dann führte ihn sein Instinkt für Erfolge zu einer weißen Gruppe, die sich bereits bei mehreren regionalen Plattenlabels rund um Philadelphia einen Namen gemacht hatte und sich im Sommer 1953 mit dem Titel Crazy, Man, Crazy in den Nation’s Top Twenty Charts platzieren konnte. Obwohl Bill Haley und seine Comets in ihrem Repertoire noch Country und Western Swing hatten, legten sie bereits seit 1951 ihren Schwerpunkt auf eine Synthese aus Country, Jazz und Rhythm & Blues, eine Mixtur, die erst 4 Jahre später Rock and Roll genannt wurde.
Am 12. April 1954 begann für Bill Haley & His Comets in den Pythian Temple-Studios von New York die erste Aufnahmesession für Decca. Milt Gabler hatte für diese erste Studioaufnahme den Titel Thirteen Women ausgesucht. Die Idee Gablers, die Haley-Band für Decca in einem anderen, nicht so aggressiven Rhythmussystem zu präsentieren, um so die Band und ihre Decca-Singles auch für die überwiegend weiße Stammkundschaft des Labels ansprechend zu gestalten, war die einzige Fehlentscheidung des erfolgreichen Jazzproduzenten in der nun sich anbahnenden fünfjährigen erfolgreichen Zusammenarbeit mit Bill Haley. Denn nicht sein aufwendig einzustudierter und mit sechs Takes eingespielter Titel wurde ein Hit, sondern ein von Bill Haley mitgebrachter Song, den er und seine Comets in nur 40 Minuten und zwei Takes am Ende des Aufnahmetages im bisher gewohnten schweren Backbeat-Rhythmus einspielten. Thirteen Women schaffte zunächst lediglich eine #23, bevor die B-Seite mit dem Titel Rock Around The Clock als Filmmusik im Jugend-Revolte-Movie Blackboard Jungle verwendet wurde. Der Film als Vehikel brachte Rock Around the Clock auf die #1 der Pop-Charts und machte ihn mit über 25 Millionen verkaufter Platten zu einem der umsatzstärksten Single-Hits aller Zeiten. Für Gabler und Decca wurde der Song zur wichtigsten Platte und die anschließende Zusammenarbeit mit Bill Haley mit über 60 Millionen verkauften Decca-Tonträgern in den 50er Jahren zu einer der erfolgreichsten Partnerschaften eines Labels mit einer amerikanischen Musikband überhaupt.
Bei einem Interview über die Zusammenarbeit mit Haley äußerte Gabler sich später wie folgt: „Alle Tricks, die ich bei Louis Jordan anwandte, funktionierten auch bei Haley. Einziger Unterschied war der Rhythmus, denn bei Jordan haben wir die Swing-Ära eingesetzt, während Haley mit einem schweren Backbeat unterlegt war“. Mit dieser Feststellung überspielte Gabler elegant seine ursprüngliche Absicht, dem erfolgreichen Haley-Sound ein neues Image zu verpassen. Bei der zweiten Aufnahmesession am 7. Juni 1954 konnte Haley seinen Titel Shake, Rattle and Roll im gewohnten Rhythmusstil als A-Seite einspielen und schaffte damit seinen ersten Millionenseller. Fortan produzierte Gabler alle Haley-Sessions bis zum letzten Aufnahmetag, dem 24. September 1959, als Haley seine letzten fünf Songs für Decca einspielte und dann das Label wechselte. Seine ganze Enttäuschung über Haleys Entscheidung und das Ende dieser gemeinsamen Erfolgsserie ist durch Gablers Äußerung in einem Interview erkennbar: „Die Band wurde zunehmend musikalisch schwächer, was vielleicht an den ausgiebigen Tourneen und den ungenügenden Musikproben lag“. Doch nach der Enttäuschung über die Trennung kamen sich Haley und Gabler nach einigen Jahren wieder näher und begruben den Zwist. So öffneten sich für Bill Haley sogar noch einmal am 16. Juni 1964 die Türen zu den Decca-Studios in New York und er nahm mit den Musikern Johnny Kay (Leadgitarre), Nick Masters (Steelgitarre), Rudy Pompilli (Saxophon), Joey Welz (Piano), Al Rappa (Bassgitarre) und Dave Halley (Schlagzeug) seine endgültig letzten beiden Platten The Green Door und Yeah, She’s Evil für das Label Decca auf.
Aber auch andere Interpreten der neuen Musik-Ära ab Mitte der 50er Jahre wurden von Gabler für Decca produziert. Seine Buddy-Holly-Arrangements aus 1956 hatten zunächst nicht den erwarteten Erfolg, was Holly dann veranlasste, zum Coral-Label zu wechseln. Erst nach dem Tod Buddy Hollys brachte Gabler 1959 diese Aufnahmen mit einem deutlich besseren Verkaufsergebnis erneut auf den Markt.
Mit der damals erst 11-jährigen Brenda Lee startete er am 7. Juli 1956 mit dem Titel Jambalaya eine außergewöhnliche fünfjährige Erfolgsserie mit zahlreichen Hits, die sich ab dem Jahre 1959 auch in den Top Twenty Charts platzierten. Sein größter Erfolg mit der zierlichen jungen Popsängerin gelang ihm 1960 mit zwei # 1-Hits in den US-Charts. Der im Mai 1960 von Gabler produzierte Song I’m Sorry wurde ein Welthit, im September des gleichen Jahres folgte mit I Want to Be Wanted ihr zweiter Nummer-eins-Hit.
1956 holte Gabler die 26-jährige Caterina Valente nach New York. Im dortigen Studio der Decca entstand unter der Leitung des Bandleaders Sy Oliver mit Plenty Valente! das erste englischsprachige Studioalbum der Nachwuchskünstlerin.

## Bert Kämpfert
Der deutsche Bigbandleiter Bert Kämpfert konnte bereits mäßige, nicht hitparadennotierte Platten-Erfolge in Deutschland vorweisen, bevor er versuchte, auch in den USA Fuß zu fassen. Gesprächspartner der Kämpferts in New York war Milt Gabler, inzwischen längst zum A&R-Director der Decca aufgestiegen. Der Produktionsprofi erkannte das Talent des Deutschen, der auch selbst Instrumentalaufnahmen komponierte. Gabler ließ Wunderland bei Nacht als Wonderland By Night veröffentlichen und machte aus Berthold Kämpfert „Bert Kaempfert and his Orchestra“. Kaempferts erste Single in den USA wurde im November 1960 veröffentlicht und erreichte die #1 der Pop-Charts, der erste US-Tophit eines deutschen Interpreten. Der Instrumentaltitel setzte sich schnell an der Spitze aller relevanten internationalen Charts fest. Von nun an war der Hamburger mit seinem Orchester auch in den USA bekannt. Bei vielen seiner Kompositionen hat sich auch gleichzeitig Milt Gabler als Komponist registrieren lassen: Danke Schoen von Wayne Newton (Juli 1963), L-O-V-E von Nat King Cole (September 1964), Wiedersehn oder Candlelight Cafe.

## Rückzug
Bis 1971 arbeitete Gabler noch für Decca Records, inzwischen 60-jährig, und konnte damit eine ununterbrochene 30-jährige Tätigkeit bei dieser Plattenfirma vorweisen. 1993 wurde er in der Kategorie Non-Performers in die Rock and Roll Hall of Fame aufgenommen. Er verstarb am 20. Juli 2001 in seiner Geburtsstadt New York.